# Peter Pera
Peter Pera (* 27. November 1941) war Fußballspieler in der DDR. In der dortigen höchsten Spielklasse Oberliga spielte er für den ASK Vorwärts Berlin und den 1. FC Union Berlin. Mit dem ASK wurde er 1965 DDR-Meister.
Schon mit sechs Jahren spielte Pera bei der Sportgemeinschaft des Vorharzdorfes Rieder Fußball. 1960 verpflichtete er sich zum Dienst in der „Nationalen Volksarmee“ der DDR, wo er bei der Armeesportgemeinschaft Vorwärts Leipzig stationiert wurde. Mit den Leipziger Armeefußballern spielte er in der drittklassigen II. DDR-Liga und wurde gleich in seiner ersten Saison 1960 Staffelsieger. In den Aufstiegsspielen zur I. DDR-Liga konnte sich die Armeemannschaft jedoch nicht durchsetzen. Pera spielte noch ein halbes Jahr weiter bei Vorwärts Leipzig und wurde danach im Januar 1962 zum Spitzenklub der Armeesportvereinigung, dem DDR-Meister ASK Vorwärts Berlin, delegiert. 
Beim ASK wurde Pera zunächst nur in der Reservemannschaft eingesetzt. Mit ihr wurde er 1963 DDR-Meister der Oberligareserven. Erst in der Saison 1964/65 kam er in der Oberligamannschaft zum Einsatz. Sein erstes Oberligaspiel bestritt Pera am 15. November 1964 in der Begegnung des 7. Spieltages SC Leipzig – ASK. Beim 2:1-Sieg spielte er im linken Mittelfeld anstelle des nicht einsatzbereiten Hans-Georg Kiupel. Auch am 8. und 9. Spieltag vertrat er Kiupel, danach kehrte Pera wieder in die Reserve zurück. Mit seinen drei Oberliga-Einsätzen hatte er einen kleinen Anteil am Gewinn der DDR-Meisterschaft. 1965 wurde er endgültig beim ASK abgeschrieben und zur ASG Vorwärts Leipzig zurückdelegiert. Dort spielte Pera von 1965 bis 1967 zwei Jahre lang in der zweitklassigen DDR-Liga. 
Im Mai 1967 wurde Pera aus dem Armeedienst entlassen und schied damit auch bei Vorwärts Leipzig aus. Er wechselte zum Oberliga-Absteiger BSG Wismut Gera, mit dem er bis Ende 1968 ebenfalls in der DDR-Liga spielte. Im Januar 1969 nahm er ein Angebot des DDR-Pokalsiegers 1. FC Union Berlin an, dort in der Oberliga zu spielen. Die Unioner mussten den Langzeitverletzten Wolfgang Wruck ersetzen und Pera wurde für ihn in der Abwehr eingesetzt. Er etablierte sich sofort als Linksverteidiger und bestritt alle dreizehn Partien der Saisonrückrunde. Wegen des Abstiegs der Unioner musste Pera ein weiteres Jahr in der DDR-Liga spielen, war aber mit 21 Einsätzen bei 30 ausgetragenen Punktspielen einer der Garanten für den sofortigen Wiederaufstieg. In den folgenden drei Oberligaspielzeiten war Pera in der Verteidigung gesetzt und spielte abwechselnd Libero oder Außenverteidiger. 1973 stieg Union erneut aus der Oberliga ab. In der DDR-Liga bestritt Pera 1973/74 seine letzte Saison als Leistungssportler und half mit 15 Punktspielen und fünf Aufstiegsspielen erneut beim Wiederaufstieg mit. Nach 139 Pflichtspielen, davon 87 in der Oberliga mit neun Toren, übernahm Pera anschließend beim 1. FC Union den Posten eines Objektleiters und das Training der 2. Mannschaft. 
1975 wurde Pera bei der neu gegründeten BSG KWO Berlin Sportinstrukteur und Spielertrainer. Mit seiner Mannschaft stieg er 1978 in die Bezirksliga und 1979 in die DDR-Liga auf.